# Chinesische Badmintonmeisterschaft 2024
Die Chinesische Badmintonmeisterschaft 2024 fand vom 8. bis zum 15. September 2024 im Shenyang Gymnasium in Shenyang statt.

## Finalergebnisse
| Disziplin    | Sieger                    | Finalist                   | Ergebnis |
| ------------ | ------------------------- | -------------------------- | -------- |
| Herreneinzel | Zhao Junpeng              | Zhou Xinyu                 | 2:0      |
| Dameneinzel  | Cai Yanyan                | Zhang Xinran               | 2:1      |
| Herrendoppel | Tan Qiang Liu Yang        | Shang Yichen Hu Keyuan     | 2:1      |
| Damendoppel  | Chen Xiaofei Feng Xueying | Zheng Lan Wu Mengying      | 2:0      |
| Mixed        | Shen Xuanyao Wu Mengying  | Liao Pinyi Chen Fanshutian | 2:1      |